# Красношапка, Вадим Витальевич
Вади́м Вита́льевич Красноша́пка (род. 25 ноября 1964, Пермь, РСФСР, СССР) — советский акробат, чемпион мира по прыжка на батуте. Заслуженный мастер спорта СССР (1987).

## Биография
Родился в Перми, позже с родителями и сестрой Викторией переехали в Тольятти. В 11 лет решил записаться в спортивную секцию по плаванию, однако здание, которое он читал бассейном оказалось спортивной школой, где тренировались акробаты и прыгуны на батуте. После пробных тренировок Вадим выбрал батут.
Тренировался у Павла Петровича Плотникова, в 1979 году выполнил норматив мастера спорта СССР, через год вошёл в состав юношеской и взрослой сборных СССР по прыжкам на батуте.
Учился в тольяттинской средней школе № 23, выпускниками которой также были Ольга Старикова — чемпионка мира по прыжкам на батуте, Алла Никифорова и Любовь Клюкина — чемпионки мира по спортивной акробатике
В 1982 году Вадим решил поступать в вуз и принял приглашение из Николаева (Украинская ССР), куда и переехал вместе с тренером и где поступил на факультет физвоспитания Николаевского государственного педагогического института. Выступал за команду «Авангард» (Николаев).
Неоднократно получал травмы, дважды ломал левую руку, травмировал шею, позвоночник, но всегда восстанавливался и продолжал успешно выступать. Выступал за местную команду «Авангард».
В 1987 году Павел Плотников перешёл на административную работу, и новым тренером Вадима стал заслуженный тренер СССР Сергей Фёдорович Соломатин, для тренировок у которого Вадим перебрался в Харьков
В 1989 году Вадим Витальевич завершил спортивную карьеру. Вернулся в Николаев. Работал тренером. занимался бизнесом.
Был дважды женат. Сын Антон от первого брака, вместе со второй женой Марией Петровной воспитал трёх приёмных дочерей Юлию, Маргариту и Елизавету.

## Достижения
В 1980 году на юношеском первенстве Европы в Эдинбурге Вадим Красношапка стал чемпионом в синхронных прыжках и серебряным призёром в индивидуальных. 16 сентября 1981 года он выиграл свой первый чемпионат СССР в индивидуальных прыжках и в этом же году стал бронзовым призёром в индивидуальных прыжках на чемпионате Европы. 25 декабря 1981 года ему было присвоено звание мастера спорта международного класса.
В 1982 году Красношапка стал обладателем Кубка СССР в индивидуальных прыжках, а также победил на первенстве Европы также в индивидуальных состязаниях.
После переезда в Николаев Вадим Красношапка добился наивысших успехов. В 1984 году он стал двукратным чемпионом мира, в 1986 — стал чемпионом Европы, победителем Спартакиады народов СССР, чемпионом и серебряным призёром чемпионата мира. 27 мая 1987 года ему было присвоено звание заслуженного мастера спорта СССР.
В 1988 году на чемпионате мира в Бирмингеме (США) Вадим Красношапка завоевал три золотые медали их трёх возможных. В том же году завоевал кубок мира в синхронных прыжках. Партнёром Красношапки был восходящая звезда мирового батута, впоследствии самый титулованный батутист мира Александр Москаленко.
В составе сборной СССР неоднократно становился призёром и победителем международных соревнований:
- чемпион мира:
  - 1984 — в синхронных прыжках, в командных соревнованиях;
  - 1986 — в синхронных прыжках;
  - 1988 — лично, в синхронных прыжках и командных соревнованиях;
- серебряный призёр чемпионата мира (1986 — командные соревнования);
- обладатель кубка мира (1989 — синхронные прыжки);
- бронзовый призёр кубка мира (1989 — личные соревнования);
- чемпион Европы
  - 1983 — синхронные прыжки;
  - 1985 — лично, командные соревнования;
  - 1987 — лично, синхронные прыжки, команда;
  - 1989 — команда;
- серебряный призёр чемпионата Европы (1985, 1989 — синхронные прыжки);
- бронзовый призёр чемпионата Европы (1981 — личные соревнования).

Неоднократный чемпион СССР по прыжкам на батуте (1981, 1983—1987). Пятикратный обладатель кубка СССР, победитель Спартакиады народов СССР